# Jesé Rodríguez
Jesé Rodríguez Ruiz, noto semplicemente come Jesé (Las Palmas de Gran Canaria, 26 febbraio 1993), è un calciatore spagnolo, attaccante del Las Palmas.

## Caratteristiche tecniche
Esterno offensivo, dotato di grande tecnica individuale e grande corsa a cui unisce grande sacrificio in fase di non possesso. Abile a fornire assist ai compagni, è bravo nell'uno contro uno partendo da sinistra per poi accentrarsi e tirare in porta.

## Carriera

### Club

#### Gli inizi, Real Madrid
Jesé è cresciuto calcisticamente prima nell'El Pilar FC e subito dopo nell'AD Huracán, per poi entrare nelle giovanili del Real Madrid all'età di 14 anni.
Esordisce con la maglia del Real Madrid Castilla, in Segunda División B, il 16 gennaio 2011 all'età di 17 anni, la squadra che affronta il Real Madrid Castilla è l'Universidad Las Palmas e quando subentra Jesé, al minuto 69, la partita è già sul 4-0 per i Blancos che alla fine dei 90 minuti vinceranno col risultato di 5-0. La prima stagione da professionista si conclude con 3 presenze totali di cui 52 minuti di gioco disputati complessivamente. 
Durante la seconda stagione, con il RM Castilla, arrivano anche le prime reti. Il primo gol arriva il 2 ottobre 2011 nella sconfitta per 4-2 contro La Roda, Jesé mette a segno il momentaneo pareggio per 1-1. Il 30 ottobre invece mette a segno la sua prima doppietta da professionista nella vittoria per 3-1 contro il Leganés. Il 19 febbraio 2012 metta a segno la sua seconda doppietta stagionale ai danni del Montañeros, la partita viene vinta 3-2. A fine stagione, insieme alla sua squadra, conquista la promozione in Segunda División piazzandosi al primo posto nella Segunda División B, Jesé disputa 39 partite mettendo a segno 10 gol.
Il 17 agosto 2012 fa il suo esordio nella seconda divisione spagnola in occasione della sconfitta per 2-1 contro il Villarreal, proprio Jesé mette a segno il momentaneo 1-0 per la sua squadra. Il 22 settembre invece arriva la prima doppietta stagionale durante la vittoria di campionato per 4-3 contro il Guadalajara, Jesé prima apre le marcature al 13º minuto poi pareggia per il momentaneo 2-2 al 55º minuto. A fine stagione scende in campo in 38 occasioni mettendo a segno ben 22 reti. A seguito di questa stagione e del Campionato mondiale di calcio Under-20 viene promosso ufficialmente in prima squadra.
Fa il suo esordio con la maglia della prima squadra il 13 dicembre 2011, in occasione della partita d'andata, dei sedicesimi di finale di Coppa del Re, contro la Ponferradina, la partita viene vinta 2-0, Jesé entra in campo al minuto 78, minuto in cui sostituisce Cristiano Ronaldo. L'esordio nella Liga arriva sempre nella stessa stagione, esattamente il 24 marzo 2012 durante la partita di campionato che vede di fronte al Real Madrid la Real Sociedad, la partita viene vinta con un netto 5-1, Jesé subentra a Ronaldo all'81º minuto. La prima stagione con la prima squadra è caratterizzata dalle due presenze e dal primo trofeo vinto da professionista, poiché Il Real Madrid si aggiudica il campionato.
Nella stagione 2012-2013 non viene mai utilizzato dall'allenatore portoghese José Mourinho. Dopo il suo rientro dal Mondiale Under-20, viene promosso ufficialmente in prima squadra ottenendo anche un rinnovo contrattuale con scadenza nel 2018, con una clausola rescissoria di 200 milioni di euro. Il 2 ottobre 2013 gioca la sua prima partita in Champions League, in occasione della vittoria casalinga per 4-0 contro il Copenaghen, subentrando a Karim Benzema all'81'. Mette a segno il suo primo gol con la maglia del Real Madrid il 26 ottobre 2013, accorciando il punteggio nel Clásico vinto dal Barcellona per 2-1. Il 18 marzo 2014, in occasione della partita di ritorno, degli ottavi di finale di Champions League, contro lo Schalke 04, è vittima di un grave infortunio al legamento crociato del ginocchio destro, obbligandolo ad uscire dal campo anzitempo e concludere la stagione anticipatamente con un totale di 31 partite disputate e di 8 reti messe a segno. Il 16 aprile 2014, pur non scendendo in campo, conquista la sua prima Coppa del Re ai danni del Barcellona che viene battuta per 2-1. Il 24 maggio 2014, pur essendo infortunato, vince la sua prima Champions League, che risulta essere la decima per il club madrileno.
Il 12 agosto 2014 vince, seppur non scendendo in campo, la sua prima Supercoppa UEFA, con il risultato di 2-0 contro il Siviglia. Il 23 agosto 2014 perde la Supercoppa di Spagna contro i rivali storici dell'Atlético Madrid, con un complessivo di 2-1. Torna in campo il 2 dicembre 2014, dopo 259 giorni dall'infortunio, nel ritorno, dei sedicesimi di finale di Coppa del Re, vinto per 5-0 contro il Cornellà; subentra, a partita in corso, al compagno di squadra Sami Khedira con il risultato fermo sul momentaneo 4-0 e proprio lui, venti minuti più tardi, sigla il 5-0 finale. Il 20 dicembre successivo conquista il Mondiale per club, battendo 2-0 in finale il San Lorenzo. Il 4 febbraio 2015 torna in gol anche in campionato; tale rete permette alla sua squadra di vincere, e portare a casa i tre punti, per 2-1 contro il Siviglia. L'11 aprile successivo, in occasione della vittoria casalinga, per 3-0, contro l'Eibar, torna a disputare una partita da titolare dopo 388 giorni dall'infortunio; in tale match mette a segno anche la marcatura che chiude la partita. Conclude la stagione, dopo il lungo infortunio, con un bottino di 23 presenze e 4 reti siglate.
Il 17 febbraio 2016, in occasione della partita d'andata degli ottavi di finale di Champions League contro il club italiano della Roma, mette a segno il primo sigillo in tale competizione, rete che permette alla sua squadra di imporsi per 0-2. Il 28 maggio successivo, pur non giocando la finale, vince la sua seconda Champions League, grazie alla vittoria madrilena ai calci di rigore sui rivali dell'Atlético Madrid.

#### Paris Saint-Germain e i vari prestiti
L'8 agosto 2016 viene acquistato dal club francese del Paris Saint-Germain in cambio di 25 milioni di euro, firmando un contratto fino al 30 giugno 2021. L'esordio arriva quattro giorni più tardi in occasione della trasferta vinta 1-0 contro il Bastia. Il 19 ottobre 2016 gioca la sua prima partita di Champions League con la nuova maglia in occasione del 3-0 casalingo sugli svizzeri del Basilea. Il 19 novembre successivo arriva anche la sua prime rete in terra francese, in occasione della vittoria casalinga contro il Nantes, in cui sigla su calcio di rigore il 2-0 finale.
Il 31 gennaio 2017 viene ceduto, a titolo temporaneo, al Las Palmas, squadra della sua città natia. L'esordio arriva il 6 febbraio successivo in occasione della trasferta persa, per 1-0, contro il Granada. Il 5 marzo 2017 arrivano le prime due reti in occasione della vittoria casalinga, per 5-2, contro l'Osasuna. Conclude il prestito al Las Palmas con 16 presenze e 3 reti.
Il 29 luglio 2017 vince il suo primo titolo francese poiché il PSG, imponendosi per 2-1 sul Monaco, vince la sua settima Supercoppa di Francia della sua storia. Il 16 agosto successivo viene ceduto, nuovamente in prestito, al club inglese dello Stoke City. L'esordio arriva tre giorni più tardi in occasione del match casalingo contro l'Arsenal vinto, per 1-0, proprio grazie ad una sua rete. A marzo 2018, con un bottino di 13 presenze e 1 rete, lascia anticipatamente il club, che a fine stagione retrocederà, per motivi personali tornando ad allenarsi a Parigi.
Al suo ritorno al PSG, Jesé ha manifestato la sua impazienza di lottare per un posto nella squadra, ma viene escluso dal tour pre-stagionale in Asia del nuovo allenatore Thomas Tuchel. La sua prima e unica apparizione stagionale avviene il 23 gennaio 2019, entrando come sostituto all'ultimo minuto in Coupe de France contro lo Strasburgo.
Il 29 gennaio 2019, Jesé ha firmato per il Betis in prestito fino alla fine della stagione. Alla fine della stagione chiude con 2 reti in 18 presenze, ma il Betis decide di non ingaggiarlo definitivamente e lo rimanda in Francia.
Il 2 settembre 2019, passa in prestito allo Sporting Lisbona per la stagione 2019-2020, ma al termine non viene riscattato e fa ritorno nella capitale francese.
Il 10 settembre 2020, torna a giocare per il club parigino nella sconfitta per 1-0 contro il Lens e gioca la sua ultima partita per il PSG il 16 ottobre 2020 contro il Nîmes. Il 5 dicembre 2020 risolve il contratto con la società francese, rimanendo svincolato.

#### Primo ritorno al Las Palmas
Il 1º febbraio 2021 torna in Spagna e trova l'accordo fino al termine della stagione con il Las Palmas.
A fine anno estende il proprio contratto con gli isolani per un altro anno.

#### Ankaragücü e Sampdoria
Il 29 giugno 2022, Jesé si accasa ai turchi dell'Ankaragücü, dove raccoglie 16 presenze e 5 gol tra campionato e coppa nazionale, prima di rescindere il proprio contratto con il club il 13 gennaio 2023.
Il 9 febbraio dello stesso anno, trova un accordo con la Sampdoria per accasarsi al club ligure fino al termine della stagione. Esordisce con i blucerchiati, oltreché in Serie A, nove giorni dopo, nella sconfitta per 1-2 contro il Bologna. Il 16 aprile successivo sigla la sua prima e unica rete in blucerchiato, nella sfida terminata con il risultato di 1-1 sul campo del Lecce.

#### Coritiba e Johor Darul Ta'zim
Il 6 settembre seguente, Jesé viene ingaggiato dal Coritiba, nella massima serie brasiliana, firmando un contratto fino al termine della stagione. Il 29 novembre successivo, dopo la matematica retrocessione del club brasiliano, la società biancoverde decide di risolvere anticipatamente il contratto.
Il 5 ottobre 2024, dopo avere trascorso quasi un anno intero da svincolato, si accasa ai malesi del Johor Darul Ta'zim. Dopo 13 presenze e 4 reti, al termine della stagione rimane svincolato.

#### Secondo ritorno al Las Palmas
Il 24 luglio 2025 ritorna per la seconda volta al Las Palmas, con un accordo annuale.

### Nazionale

#### Giovanile

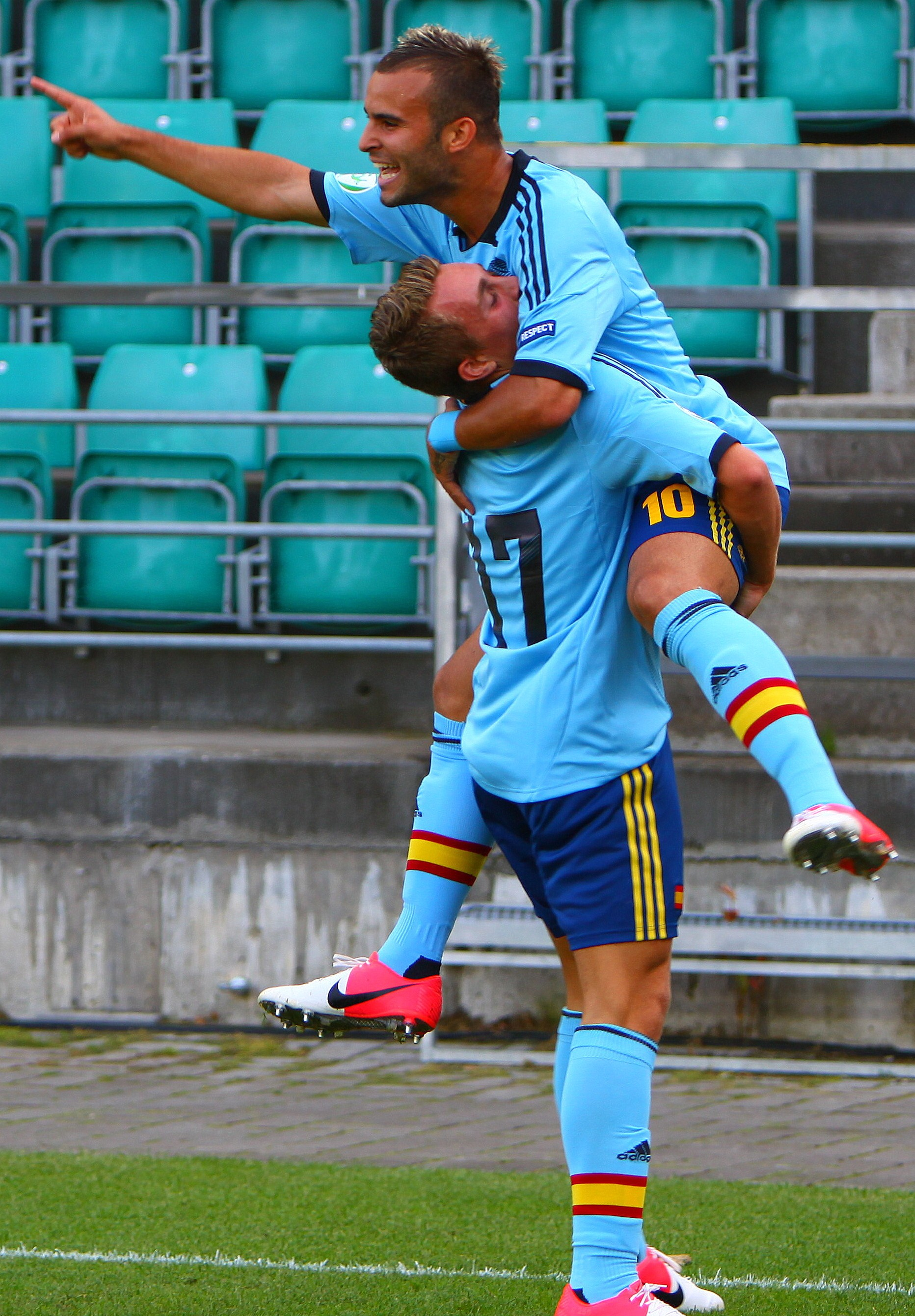
Jesé con Gerard Deulofeu in una partita del Campionato europeo di calcio Under-19 2012.

Partecipa, insieme alla selezione spagnola, al Campionato europeo di calcio Under-19 2012 in Estonia. Jesé esordisce, da titolare, nella prima partita, della fase a gironi, contro la Grecia, al 30º minuto apre le marcature e 7 minuti più tardi viene ammonito, al 52º minuto viene sostituito sul 2-0, la partita viene poi vinta per 2-1. Nella seconda giornata contro il Portogallo mette a segno una tripletta, la parita però viene pareggiata 3-3. La Spagna dopo aver superato la fase a gironi e aver battuto la Francia ai calci di rigore in semifinale, batte nuovamente, in finale, la Grecia proprio con un gol di Jesé che si laurea, oltre al titolo europeo, capocannoniere della competizione con 5 reti.
Il 21 giugno fa il suo esordio con la maglia della Spagna under 20, la prima partita della fase a gironi vede le piccole furie rosse affrontare gli Stati Uniti, la partita viene vinta 4-1 dalla Spagna e Jesé all'esordio mette a segno una doppietta. Va a segno anche nelle ultime due partite vinte della fase a gironi, mette a segno l'unico gol della partita contro il Ghana e il 2-1 finale contro la Francia. Grazie a Jesé, la Spagna supera anche gli ottavi di finale contro il Messico, siglando al 90º minuto il 2-1 finale. Il 6 luglio la Spagna viene eliminata dalla competizione poiché viene battuta per 1-0, dopo i tempi supplementari, dall'Uruguay. Nella classifica dei bomber della competizione Jesé si piazza al gradino più basso del podio, avendo messo a segno 5 gol in 5 presenze.

## Statistiche

### Presenze e reti nei club
Statistiche aggiornate al 24 luglio 2025.
| Stagione                   | Squadra                    | Campionato                 | Campionato | Campionato | Coppe nazionali | Coppe nazionali | Coppe nazionali | Coppe continentali | Coppe continentali | Coppe continentali | Altre coppe | Altre coppe | Altre coppe | Totale | Totale |
| Stagione                   | Squadra                    | Comp                       | Pres       | Reti       | Comp            | Pres            | Reti            | Comp               | Pres               | Reti               | Comp        | Pres        | Reti        | Pres   | Reti   |
| -------------------------- | -------------------------- | -------------------------- | ---------- | ---------- | --------------- | --------------- | --------------- | ------------------ | ------------------ | ------------------ | ----------- | ----------- | ----------- | ------ | ------ |
| 2010-2011                  | Real M. Castilla           | SDB                        | 3          | 0          | -               | -               | -               | -                  | -                  | -                  | -           | -           | -           | 3      | 0      |
| 2011-2012                  | Real M. Castilla           | SDB                        | 36+3       | 8+2        | -               | -               | -               | -                  | -                  | -                  | -           | -           | -           | 39     | 10     |
| 2012-2013                  | Real M. Castilla           | SD                         | 38         | 22         | -               | -               | -               | -                  | -                  | -                  | -           | -           | -           | 38     | 22     |
| Totale Real M. Castilla    | Totale Real M. Castilla    | Totale Real M. Castilla    | 77+3       | 30+2       |                 | -               | -               |                    | -                  | -                  |             | -           | -           | 80     | 32     |
| 2011-2012                  | Real Madrid                | PD                         | 1          | 0          | CR              | 1               | 0               | UCL                | 0                  | 0                  | SS          | 0           | 0           | 2      | 0      |
| 2012-2013                  | Real Madrid                | PD                         | 0          | 0          | CR              | 0               | 0               | UCL                | 0                  | 0                  | SS          | 0           | 0           | 0      | 0      |
| 2013-2014                  | Real Madrid                | PD                         | 18         | 5          | CR              | 8               | 3               | UCL                | 5                  | 0                  | -           | -           | -           | 31     | 8      |
| 2014-2015                  | Real Madrid                | PD                         | 16         | 3          | CR              | 3               | 1               | UCL                | 3                  | 0                  | SU+SS+Cmc   | 0+0+1       | 0           | 23     | 4      |
| 2015-2016                  | Real Madrid                | PD                         | 28         | 5          | CR              | 1               | 0               | UCL                | 9                  | 1                  | -           | -           | -           | 38     | 6      |
| Totale Real Madrid         | Totale Real Madrid         | Totale Real Madrid         | 63         | 13         |                 | 13              | 4               |                    | 17                 | 1                  |             | 1           | 0           | 94     | 18     |
| 2016-gen. 2017             | Paris Saint-Germain        | L1                         | 9          | 1          | CF+CdL          | 0+1             | 0+1             | UCL                | 4                  | 0                  | SF          | 0           | 0           | 14     | 2      |
| gen.-giu. 2017             | Las Palmas                 | PD                         | 16         | 3          | CR              | 0               | 0               | -                  | -                  | -                  | -           | -           | -           | 16     | 3      |
| 2017-2018                  | Stoke City                 | PL                         | 13         | 1          | FACup+CdL       | 0               | 0               | -                  | -                  | -                  | -           | -           | -           | 13     | 1      |
| 2018-gen. 2019             | Paris Saint-Germain        | L1                         | 0          | 0          | CF+CdL          | 1+0             | 0               | UCL                | 0                  | 0                  | SF          | 0           | 0           | 1      | 0      |
| gen.-giu. 2019             | Betis                      | PD                         | 13         | 1          | CR              | 0               | 0               | UEL                | 1                  | 0                  | -           | -           | -           | 15     | 1      |
| ago. 2019                  | Paris Saint-Germain        | L1                         | 1          | 0          | CF+CdL          | 1+0             | 0               | UCL                | -                  | -                  | SF          | 0           | 0           | 1      | 0      |
| 2019-2020                  | Sporting Lisbona           | PL                         | 12         | 1          | TP+TL           | 1+2             | 0+0             | UEL                | 2                  | 0                  | ST          | -           | -           | 17     | 1      |
| 2020-gen. 2021             | Paris Saint-Germain        | L1                         | 2          | 0          | CF              | 0               | 0               | UCL                | 0                  | 0                  | SF          | 0           | 0           | 2      | 0      |
| Totale Paris Saint-Germain | Totale Paris Saint-Germain | Totale Paris Saint-Germain | 12         | 1          |                 | 2               | 1               |                    | 4                  | 0                  |             | -           | -           | 18     | 2      |
| feb.-giu. 2021             | Las Palmas                 | SD                         | 16         | 2          | CR              | 0               | 0               | -                  | -                  | -                  | -           | -           | -           | 16     | 2      |
| 2021-2022                  | Las Palmas                 | SD                         | 39+2       | 11+0       | CR              | 0               | 0               | -                  | -                  | -                  | -           | -           | -           | 41     | 11     |
| 2022-feb. 2023             | Ankaragücü                 | SL                         | 14         | 2          | CT              | 2               | 3               | -                  | -                  | -                  | -           | -           | -           | 16     | 5      |
| feb.-giu. 2023             | Sampdoria                  | A                          | 11         | 1          | CI              | 0               | 0               | -                  | -                  | -                  | -           | -           | -           | 11     | 1      |
| set.-dic. 2023             | Coritiba                   | A1/PR+A                    | 0+6        | 0+1        | CB              | 0               | 0               | -                  | -                  | -                  | -           | -           | -           | 6      | 1      |
| ott. 2024-2025             | Johor Darul Ta'zim         | LS                         | 7          | 2          | CM              | 3               | 1               | ACL                | 3                  | 1                  | -           | -           | -           | 13     | 4      |
| 2025-2026                  | Las Palmas                 | SD                         | -          | -          | CR              | -               | -               | -                  | -                  | -                  | -           | -           | -           | -      | -      |
| Totale Las Palmas          | Totale Las Palmas          | Totale Las Palmas          | 71+2       | 16+0       |                 | 0               | 0               |                    | -                  | -                  |             | -           | -           | 73     | 16     |
| Totale carriera            | Totale carriera            | Totale carriera            | 304        | 71         |                 | 24              | 9               |                    | 27                 | 2                  |             | 1           | 0           | 358    | 82     |

## Palmarès

### Club

#### Competizioni nazionali
- Campionato spagnolo di Segunda División B: 1

Real M. Castilla: 2011-2012
- Campionato spagnolo: 1

Real Madrid: 2011-2012
- Coppa di Spagna: 1

Real Madrid: 2013-2014
- Supercoppa francese: 1

Paris Saint-Germain: 2017
- Coppa della Malaysia: 1

Johor Darul Ta'zim: 2024-2025
- Campionato malese

Johor Darul Ta'zim: 2024-2025

#### Competizioni internazionali
- UEFA Champions League: 2

Real Madrid: 2013-2014, 2015-2016
- Supercoppa UEFA: 1

Real Madrid: 2014
- Coppa del mondo per club: 1

Real Madrid: 2014

### Nazionale
- Campionato d'Europa Under-19: 1

Estonia 2012

### Individuale
- Scarpa d'oro del Campionato europeo di calcio Under-19: 1

Estonia 2012 (5 gol)
- Scarpa di bronzo del Campionato mondiale di calcio Under-20: 1

Turchia 2013 (5 gol)
- Trofeo Zarra di Segunda División: 1

2012-2013 (22 gol)